# Aphaenogaster wilsoni
Aphaenogaster wilsoni är en myrart som beskrevs av Henri Cagniant 1988. Aphaenogaster wilsoni ingår i släktet Aphaenogaster och familjen myror. Inga underarter finns listade i Catalogue of Life.